# Canton d'Aniane
Le canton d'Aniane est une ancienne division administrative française située dans le département de l'Hérault et la région Languedoc-Roussillon.

## Géographie
Ce canton était organisé autour d'Aniane dans l'arrondissement de Lodève depuis le 1er novembre 2009. Son altitude variait de 36 m (Aniane) à 812 m (Saint-Guilhem-le-Désert) pour une altitude moyenne de 133 m.

## Historique
Depuis 2014, les 7 communes du canton d'Aniane sont rattachées au canton de Gignac.

## Composition
Il était composé des sept communes suivantes : 
| Nom                     | Code Insee | Intercommunalité       | Superficie (km2) | Population (dernière pop. légale) | Densité (hab./km2) |
| ----------------------- | ---------- | ---------------------- | ---------------- | --------------------------------- | ------------------ |
| Aniane (chef-lieu)      | 34010      | CC Vallée de l'Hérault | 30,34            | 2 950 (2014)                      | 97                 |
| Argelliers              | 34012      | CC Vallée de l'Hérault | 50,29            | 998 (2014)                        | 20                 |
| La Boissière            | 34035      | CC Vallée de l'Hérault | 24,45            | 995 (2014)                        | 41                 |
| Montarnaud              | 34163      | CC Vallée de l'Hérault | 27,53            | 2 856 (2014)                      | 104                |
| Puéchabon               | 34221      | CC Vallée de l'Hérault | 31,26            | 469 (2014)                        | 15                 |
| Saint-Guilhem-le-Désert | 34261      | CC Vallée de l'Hérault | 38,64            | 259 (2014)                        | 6,7                |
| Saint-Paul-et-Valmalle  | 34282      | CC Vallée de l'Hérault | 12,72            | 1 074 (2014)                      | 84                 |

## Représentation
De 1833 à 1848, les cantons d'Aniane, des Matelles et de Saint-Martin-de-Londres n'avaient qu'un seul conseiller général. Le nombre de conseillers généraux était limité à 30 par département.

### Conseillers généraux de 1833 à 2015
| Période | Période      | Identité                                | Étiquette                     | Qualité |
| ------- | ------------ | --------------------------------------- | ----------------------------- | --- |
| 1833    | 1848         | Paulin Deshours Farel (1788-1878)       |                               | Négociant, Président de la Chambre de commerce de Montpellier Ancien maire de Montpellier                     |
| 1848    | 1852         | Joseph Nollet-Bonniol                   |                               | Avocat et propriétaire Premier suppléant de la justice de paix Maire d'Aniane                                 |
| 1852    | 1861         | Jean Joseph Claude Adelphe Jac du Puget |                               | Ancien officier Président de chambre à la Cour Impériale de Montpellier                                       |
| 1861    | 1870         | Baron Albert d'Albenas                  |                               | Docteur en droit Propriétaire à Montpellier                                                                   |
| 1870    | 1871         | Mathieu Joullié                         |                               | Fabricant tanneur à Aniane                                                                                    |
| 1871    | 1895         | Félix Giraud                            | Conservateur puis Républicain | Tanneur, maire d'Aniane                                                                                       |
| 1895    | 1918 (décès) | Michel Vernière                         | Rad.                          | Industriel (tanneur) à Aniane Député (1882-1893) Adjoint au Maire de Montpellier Président du Conseil Général |
| 1919    | 1936 (décès) | Jules Almès                             | Rad.                          | Avocat à Montpellier                                                                                          |
| 1936    | 1940         | Edmond Delon (1890-1971)                | Rad.                          | Médecin Maire d'Aniane, conseiller d'arrondissement                                                           |
|         |              |                                         |                               | |
| 1942    | 1945         | Constantin Rouquette (1873-1953)        |                               | Maire d'Argeliers Nommé conseiller départemental en 1942                                                      |
|         |              |                                         |                               | |
| 1945    | 1958         | Pierre Castel                           | Rad.                          | Maire d'Aniane, ancien conseiller d'arrondissement                                                            |
| 1958    | 1982         | Étienne Sanier                          | PCF                           | Maraîcher, ouvrier plâtrier puis agricole Maire d'Aniane (1945-1983)                                          |
| 1982    | 2001         | André Ruiz                              | PS                            | Instituteur spécialisé Maire d'Aniane (1989-2001) Président de l'Office H.L.M. de l'Hérault                   |
| 2001    | 2015         | Manuel Diaz                             | PCF                           | Maire d'Aniane (2001-2008)                                                                                    |

### Conseillers d'arrondissement (de 1833 à 1940)
Le canton d'Aniane appartenait à l'arrondissement de Montpellier.
| Période                                  | Période      | Identité                                | Étiquette           | Qualité |
| ---------------------------------------- | ------------ | --------------------------------------- | ------------------- | --- |
| 1833                                     | 1848         | Pierre Jean Vernière                    |                     | Juge de paix, Aniane                                                                                        |
| 1848                                     | 1864         | Jean-Baptiste-Honoré Serane (1814-1888) |                     | Propriétaire, maire d'Argelliers                                                                            |
| 1864                                     | 1871         | Stanislas Vernière                      | Républicain         | Fabricant-tanneur à Aniane                                                                                  |
| 1871                                     |              | Urbain Vernière                         | Conservateur        | Négociant                                                                                                   |
|                                          |              |                                         |                     | |
| 1886                                     | 1900 (décès) | Stanislas Blaquière                     | Républicain radical | Entrepreneur de serrurerie à Aniane                                                                         |
|                                          |              |                                         |                     | |
| 1904                                     | 1910         | Joseph Martin                           | Radical             | Propriétaire viticulteur à Aniane                                                                           |
| 1910                                     | 1919         | Joseph Pouget                           | Radical             | Médecin à Aniane                                                                                            |
| 1919                                     | 1934         | Aimé Bonnet                             | Radical             | Ingénieur agricole, maire de Montarnaud                                                                     |
| 1934                                     | 1936         | Edmond Delon                            | Radical             | Médecin à Aniane                                                                                            |
| 1936                                     | 1940         | Pierre Castel                           | Radical             | Propriétaire à Aniane                                                                                       |
| 1940                                     |              |                                         |                     | Les conseils d'arrondissement ont été suspendus par la loi du 12 octobre 1940 et n'ont jamais été réactivés |
| Les données manquantes sont à compléter. |              |                                         |                     | |

## Galerie

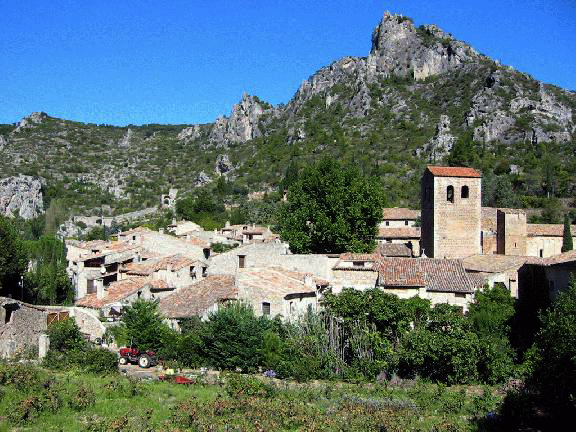
Le village de Saint-Guilhem-le-Désert

## Démographie
| 1962  | 1968  | 1975  | 1982  | 1990  | 1999  | 2006  | 2011  | 2012  |
| ----- | ----- | ----- | ----- | ----- | ----- | ----- | ----- | ----- |
| 3 447 | 3 452 | 3 618 | 4 168 | 5 598 | 7 242 | 8 149 | 8 977 | 9 080 |

## Monuments ou sites
| - Gorges de l'Hérault - Village de Saint-Guilhem-le-Désert (Abbaye de Gellone) - Pont du Diable - Village fortifié d'Argelliers | - Chapelle Saint-Sylvestre-des-Brousses à Puéchabon - Observatoire astronomique d'Aniane - Abbaye d'Aniane |